# Chrysomalla stigmatica
Chrysomalla stigmatica is een vliesvleugelig insect uit de familie Perilampidae. De wetenschappelijke naam is voor het eerst geldig gepubliceerd in 1972 door Boucek.